# Presseck
Presseck ist ein Markt im oberfränkischen Landkreis Kulmbach in Bayern.

## Geografie

### Geografische Lage
Die Gemeinde liegt etwa 15 km nordöstlich von Kulmbach im Naturpark Frankenwald auf der Gemarkung Presseck sowie auf einer Hochfläche zwischen den Tälern der Unteren Steinach und der Wilden Rodach. Der Ort Presseck befindet sich am Fuß des 690 m hohen Pressecker Knock. Durch Presseck verläuft der Fränkische Marienweg.

### Gemeindegliederung
Es gibt 45 Gemeindeteile (in Klammern ist der Siedlungstyp angegeben):
- Altenreuth (Dorf)
- Birken (Einöde)
- Braunersreuth (Dorf)
- Breiteneben (Einöde)
- Daigmühle (Einöde)
- Elbersreuth (Dorf)
- Elbersreuthermühle (Einöde)
- Eulenburg (Einöde)
- Fels (Einöde)
- Fürstenhof (Einöde)
- Haid (Weiler)
- Heinersreuth (Dorf)
- Katzengraben (Einöde)
- Köstenberg (Dorf)
- Köstenhof (Weiler)
- Kreuzknock (Einöde)
- Kunreuth (Dorf)
- Neumühle (Einöde)
- Oberehesberg (Dorf)
- Ochsengarten (Einöde)
- Papiermühle (Einöde)
- Petersmühle (Einöde)
- Pinzenhof (Einöde)
- Premeusel (Dorf)
- Presseck (Hauptort)
- Reichenbach (Kirchdorf)
- Rützenreuth (Dorf)
- Schafhaus (Einöde)
- Schafhof (Einöde)
- Schlackenmühle (Einöde)
- Schlackenreuth (Dorf)
- Schlopp (Dorf)
- Schmölz
- Schnebes (Dorf)
- Schöndorf (Weiler)
- Schübelsmühle (Einöde)
- Seubetenreuth (Dorf)
- Spitzberg (Einöde)
- Trottenreuth (Dorf)
- Unterehesberg (Weiler)
- Waffenhammer (Einöde)
- Wahl (Weiler)
- Wartenfels (ehemaliger Markt)
- Wildenstein (Dorf)
- Wustuben (Weiler)

Auf dem Gemeindegebiet liegen die Wüstungen Birken (Schlackenreuth), Güldenstein, Lautengrund und Teichbühl.
Es gibt auf dem Gemeindegebiet die Gemarkungen Heinersreuth, Köstenberg, Oberehesberg, Presseck, Reichenbach, Rodecker Forst-West, Schlackenreuth, Schnebes, Schwand (Gemarkungsteil 0), Wartenfels und Wildenstein.

## Geschichte

### Bis zur Gemeindegründung
1362 wurde der Ort in einem Wegerechtsvertrag zwischen Fürstbischof Lupold von Bamberg und dem Ritter Hans von Waldenfels als „Pressek“ erstmals schriftlich erwähnt. Dem Ortsnamen liegt das slawische Wort presěka zugrunde, das Ausrodung bedeutet.
Von 1697 bis 1823 gehörte der Markt Presseck den Voit von Rieneck und war der Gerichtssitz der Herrschaft Wildenstein.
Gegen Ende des 18. Jahrhunderts bestand Presseck aus 101 Anwesen. Das Hochgericht übte die Herrschaft Wildenstein. Grundherren waren die Herrschaft Wildenstein (6 Höfe, 2 Halbhöfe, 2 Viertelhöfe, 10 Güter, 8 Drittelgüter, 1 Viertelgut, 2 Achtelgüter, 67 Tropfhäuser, 1 Wirtshaus), die Pfarrei Presseck (1 Pfarrgut) und die Schule (1 Haus).
Mit der Rheinbundakte kam der Ort 1806 zu Bayern. Mit dem Gemeindeedikt wurde 1808 der Steuerdistrikt Presseck gebildet, zu dem Fürstenhof und Lautengrund gehörten. Zugleich entstand die Ruralgemeinde Presseck, die deckungsgleich mit dem Steuerdistrikt war. Sie war in Verwaltung und Gerichtsbarkeit dem Landgericht Stadtsteinach zugeordnet und in der Finanzverwaltung dem Rentamt Stadtsteinach (1919 in Finanzamt Stadtsteinach umbenannt). Von 1816 bis 1823 war das Herrschaftsgericht Heinersreuth zuständig. 1818 kamen zum Steuerdistrikt folgende Orte hinzu: Neumühle, Papiermühle, Premeusel, Schlackenmühle, Schlopp, Waffenhammer und Wildenstein. Ab 1862 gehörte Presseck zum Bezirksamt Stadtsteinach (1939 in Landkreis Stadtsteinach umbenannt). Die Gerichtsbarkeit blieb beim Landgericht Stadtsteinach (1879 in Amtsgericht Stadtsteinach umgewandelt). Die Gemeinde hatte 1964 eine Fläche von 4,845 km².
Am 1. Juli 1972 kam Presseck durch die Auflösung des Landkreises Stadtsteinach zum Landkreis Kulmbach, zugleich auch an das Amtsgericht Kulmbach und das Finanzamt Kulmbach.

### Eingemeindungen
Am 1. Januar 1972 wurden die Gemeinden Köstenberg und Schlackenreuth eingegliedert. Am 1. Januar 1974 kamen Wildenstein und ein kleinerer Teil der aufgelösten Gemeinde Schwand dazu. Heinersreuth folgte am 1. Januar 1978. Den Abschluss bildete am 1. Mai 1978 der Markt Wartenfels mit der schon am 1. Januar 1976 eingegliederten Gemeinde Reichenbach.

### Einwohnerentwicklung
Im Zeitraum 1988 bis 2018 sank die Einwohnerzahl von 2313 auf 1783 um 530 bzw. um 22,1 %, das ist der deutlichste prozentuale Einwohnerrückgang im Landkreis im genannten Zeitraum. Am 31. Dezember 1992 hatte Presseck 2530 Einwohner.
Gemeinde Presseck
| Jahr      | 1819   | 1840   | 1852   | 1861   | 1867   | 1871   | 1875   | 1880   | 1885   | 1890   | 1895   | 1900   | 1905   | 1910   | 1919   | 1925   | 1933   | 1939   | 1946   | 1950   | 1961  | 1970   | 1987   | 2007   | 2010   | 2015   | 2019   |
| Einwohner | 598    | 893    | 921    | 939    | 930    | 985    | 986    | 1031   | 1040   | 947    | 970    | 1047   | 1046   | 1074   | 935    | 917    | 915    | 816    | 1155   | 1142   | 1232  | 1173   | 2369   | 2041   | 1952   | 1869   | 1764   |
| Häuser    |        |        |        |        |        | 123    |        |        | 122    | 120    |        | 125    |        |        |        | 149    |        |        |        | 162    | 233   |        | 765    |        |        | 738    | 741    |
| Quelle    | [ 13 ] | [ 14 ] | [ 14 ] | [ 15 ] | [ 16 ] | [ 17 ] | [ 18 ] | [ 19 ] | [ 20 ] | [ 21 ] | [ 14 ] | [ 22 ] | [ 14 ] | [ 23 ] | [ 14 ] | [ 24 ] | [ 14 ] | [ 14 ] | [ 14 ] | [ 25 ] | [ 9 ] | [ 26 ] | [ 27 ] | [ 28 ] | [ 28 ] | [ 28 ] | [ 29 ] |

Ort Presseck
| Jahr      | 001809 | 001818 | 001819 | 001861 | 001871 | 001885 | 001900 | 001925 | 001950 | 001961 | 001970 | 001987 |
| Einwohner | 565    |        | 598    | 925    | 969    | 1027   | 1042   | 911    | 1138   | 1230   | 1169   | 850    |
| Häuser    |        | 109    |        |        |        | 120    | 124    | 148    | 161    | 232    |        | 267    |
| Quelle    | [ 30 ] | [ 8 ]  | [ 13 ] | [ 15 ] | [ 17 ] | [ 20 ] | [ 22 ] | [ 24 ] | [ 25 ] | [ 9 ]  | [ 26 ] | [ 27 ] |

## Politik

### Bürgermeister
Erster Bürgermeister ist seit 2020 Christian Ruppert (CSU). Vorgänger waren Siegfried Beyer (CSU) ab 2008 und davor Erhard Hildner (CSU). Zweiter Bürgermeister ist Ludwig Ruml (Freie Wähler).

### Gemeinderat
Der Gemeinderat hat zwölf Mitglieder:
- CSU: sechs
- Freie Wähler: vier
- SPD: zwei

(Stand: Kommunalwahl 2020)

### Wappen
| Wappen von Presseck | Blasonierung: „Geviert; 1: in Gold ein mit einer silbernen Schrägleiste überdeckter, rot bewehrter schwarzer Löwe; 2: in Silber die blau gekleidete Justitia mit rotem Mieder, in der Rechten ein Schwert, in der Linken eine goldene Waage; 3: in Silber ein roter Balken, begleitet oben und unten von je einem schreitenden blauen Löwen; 4: in Gold drei mit roten Kugeln besteckte schwarze Spitzen.“ |
| Wappen von Presseck | Wappenbegründung: Das älteste Siegel stammt wohl aus dem späten 17. Jahrhundert und war ein Siegel des Wildensteiner Halsgerichts. Um die Burg Wildenstein bildeten die Herren von der Grün im 13. Jahrhundert die Herrschaft Wildenstein mit Gerichts- und Verwaltungssitz in Presseck. Sie war ein Bamberger Rittermannlehen. Der mit einer Schrägleiste überdeckte Löwe ist die Wappenfigur des Bistums Bamberg. Die Justitia weist auf das Wildensteiner Halsgericht. Das Wappen der Familie Schenk von Stauffenberg im dritten Feld erinnert an den Bamberger Bischof Marquard Sebastian (1683 bis 1693), der diesem Geschlecht angehörte. Die Herrschaft war ein Bamberger Rittermannlehen. Das vierte Feld ist bis heute ungeklärt. Wappenführung seit 17. Jahrhundert. Im Jahr 1952 wurde die Weiterführung des Wappens genehmigt. |

Eine Gemeindeflagge hat Presseck nicht.

## Kultur und Sehenswürdigkeiten

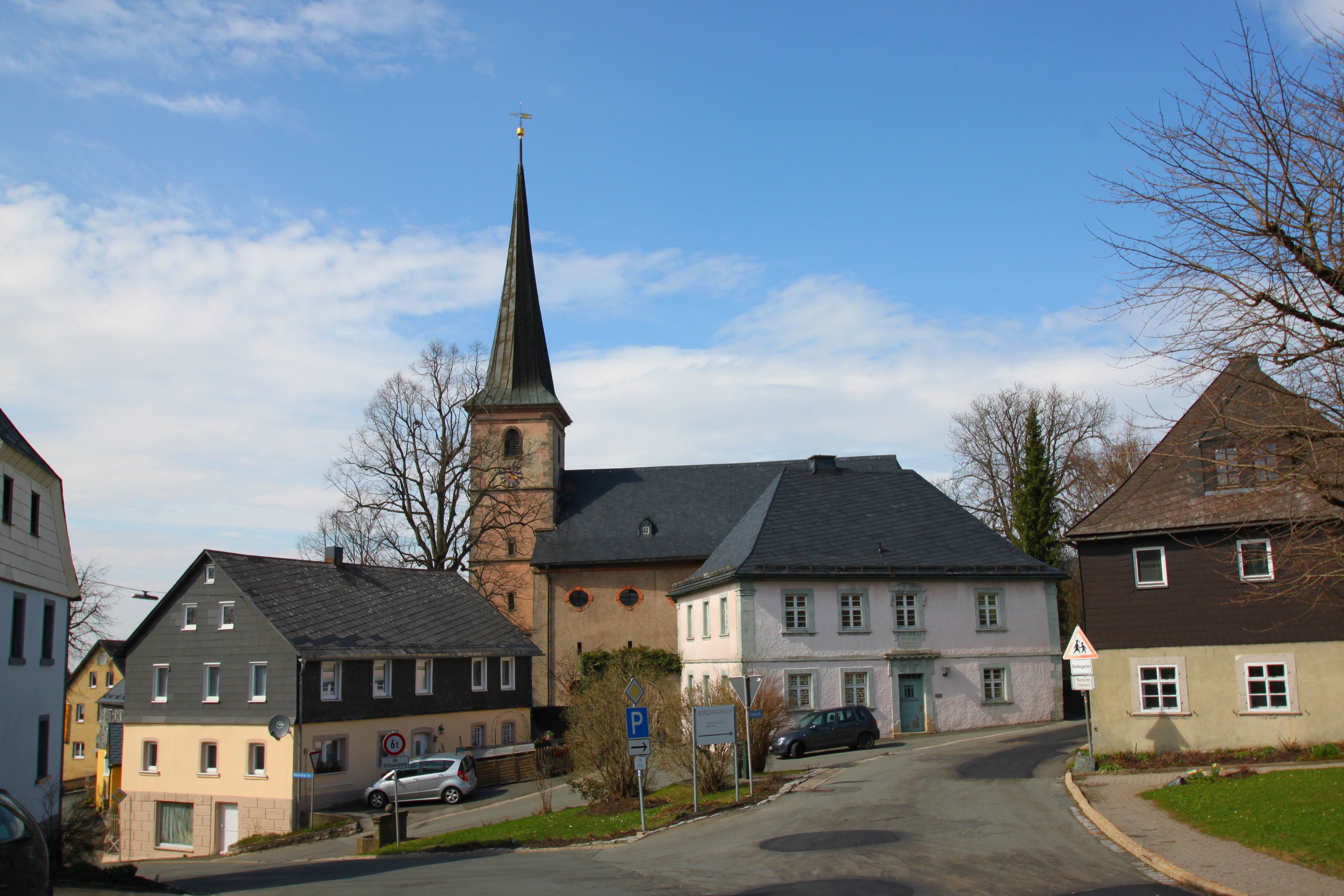
Der Marktplatz

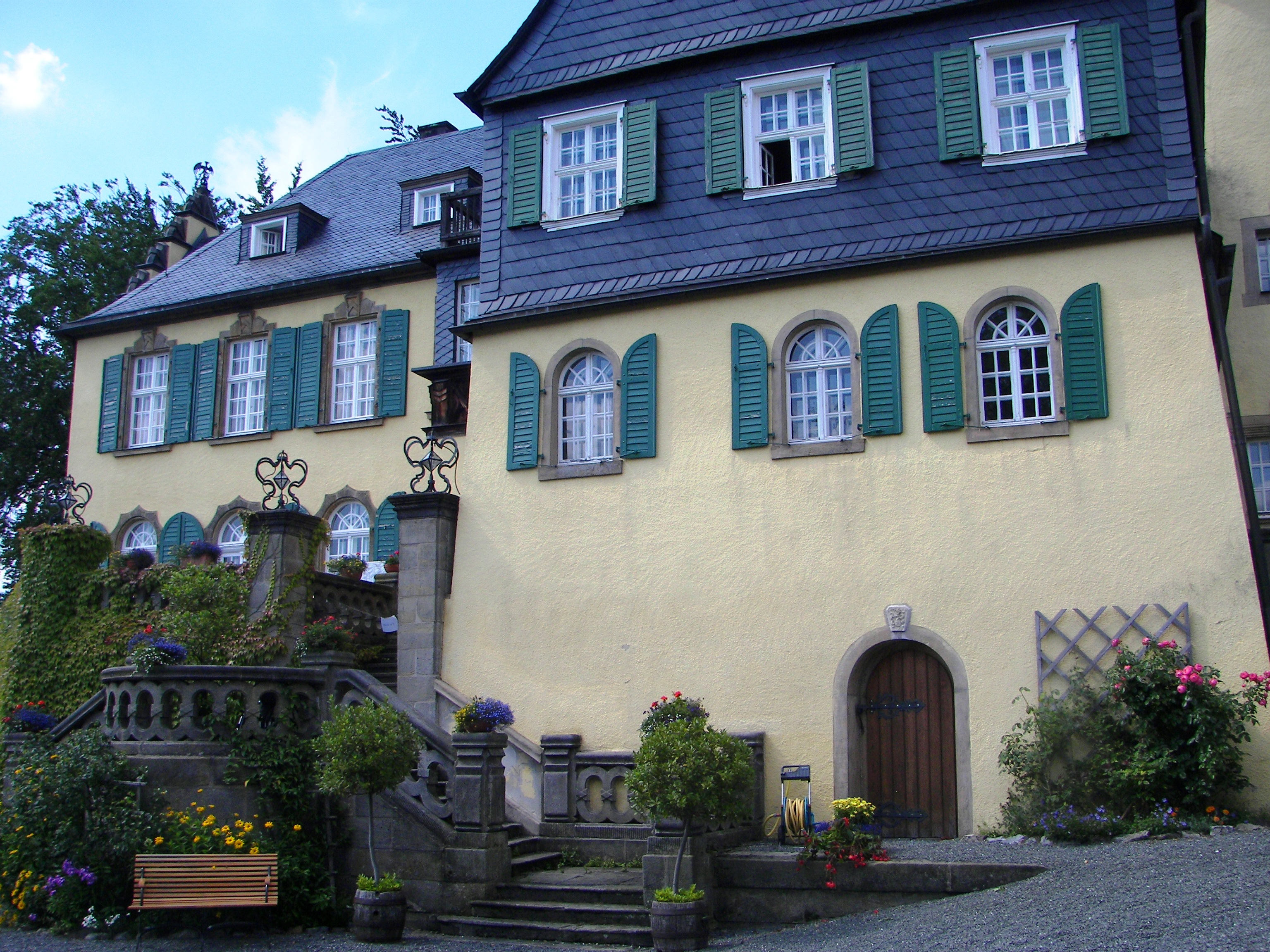
Schloss Heinersreuth

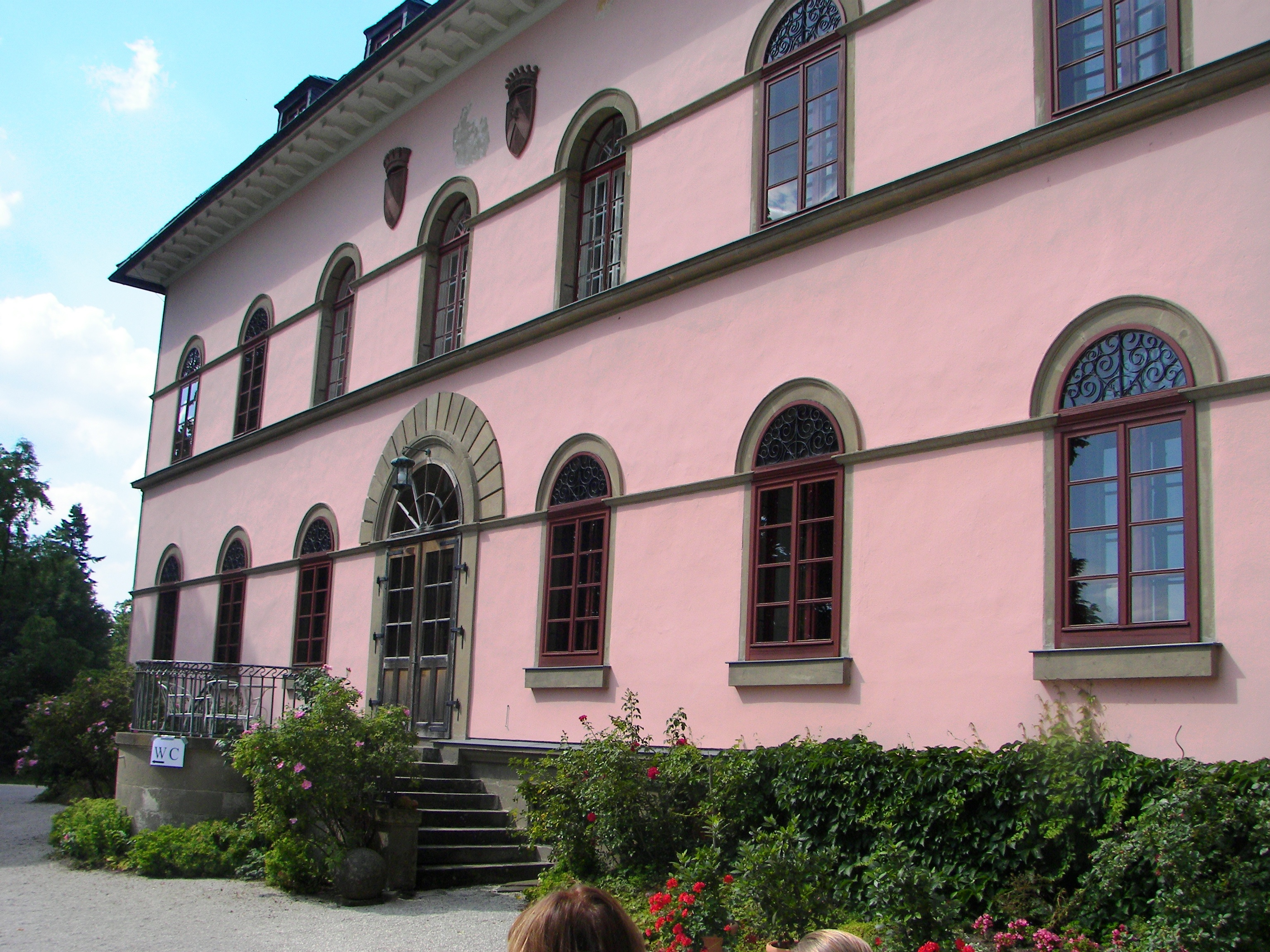
Ministerhaus neben dem Schloss Heinersreuth

- Pressecker-Knock-Turm, ein 20 m hoher Aussichtsturm des Frankenwaldvereins auf dem Pressecker Knock am östlichen Ortsrand in Richtung Helmbrechts.[33]
- Die evangelische Kirche Zur Heiligen Dreifaltigkeit neben dem Marktplatz mit Fresken von 1517 und schöner Bemalung des Holztonnengewölbes von 1650 gehört zu den ältesten Kirchen der Gegend.
- Schloss Heinersreuth ist im Privatbesitz von Ludwig Freiherr von Lerchenfeld. Erbaut wurde es um 1500 von den Freiherrn von Wildenstein. 1697 ging der Besitz an Carl Friedrich Freiherr Voit von Rieneck zu Trun- und Traustadt über, der daraufhin in den Grafenstand erhoben wurde. Das Schloss war Sitz des Patrimonialgerichts. 1823 verlieh König Maximilian I. Joseph das Lehen dem Freiherrn Maximilian Emanuel von Lerchenfeld, königlich bayerischer Minister. 1827 wurde das Ministerhaus neben dem Schloss errichtet.[34]
- Museum der Audiotechnik
- Museum Till Eulenspiegel in Waffenhammer an der Steinachklamm bei Wildenstein, (seit 2017 geschlossen)

### Bau- und Bodendenkmäler
- Burgruine Wartenfels
- Burg Wildenstein

### Tourismus
Presseck liegt auf dem Radfernweg Euregio Egrensis und am Frankenweg. Der benachbarte Mühlenweg bietet neben interessanten Informationen auf Tafeln über Geschichte und Brauchtum eine zauberhafte Natur.

## Verkehr
Die Staatsstraße 2195 führt nach Unterzaubach zur Bundesstraße 303 (7,5 km südwestlich) bzw. über Schnebes und Heinersreuth nach Enchenreuth (5,2 km nordöstlich). Die Kreisstraße KU 24 führt über Kunreuth nach Reichenbach (4,1 km nordwestlich). Die Kreisstraße KU 25/KC 20 verbindet Presseck mit der Bundesstraße 173 bei der Neumühle (5,5 km nordwestlich). Gemeindeverbindungsstraßen führen nach Premeusel (1,5 km südlich) und nach Trottenreuth (1,7 km südöstlich). Ein Anliegerweg verbindet Presseck mit Schöndorf (1,2 km südwestlich).

## Ansässige Unternehmen
- BOSCHAGROUP, Hersteller von Taschen und Lederwaren

## Söhne und Töchter der Stadt
- Inge Aures (* 10. Juli 1956), Politikerin (SPD)